# 動感傳播
動感傳播（Motion Media）是香港目前唯一一個專綫小巴流動多媒體系統（MMOB，全稱Multi-media On-board），由動感傳播集團有限公司（Motion Media Group Limited）經營，於2013年中旬啟播，但於2016年2月尾停播。

## 歷史
繼路訊通於2000年代中撤出專綫小巴市場後，動感傳播於2013年起建立專綫小巴流動多媒體平台，為乘客在車程途中提供資訊。
2016年2月下旬，經營者自行入稟高等法院申請清盤並隨即停播，部份安裝動感傳播的車輛已陸續拆除相關設備。

## 系統簡介
現時動感傳播節目內容主要包括由now寬頻電視製作的新聞時事節目、體育節目及綜藝節目，間中會播放由太陽娛樂文化旗下歌手拍攝的音樂影片。

## 外部連結
動感傳播官方網站 （页面存档备份，存于）